# Villa Pueyrredón
Villa Pueyrredón es un barrio porteño que pertenece a la Comuna 12 de la Ciudad Autónoma de Buenos Aires. Está comprendido por las calles Av. General Paz, Av. de los Constituyentes, Salvador M. Del Carril y Campana. Limita con los barrios de Villa Urquiza al noreste, Agronomía al sudeste y Villa Devoto al suroeste, y con el partido de San Martín al noroeste. 
El barrio originalmente fue consecuencia del asentamiento de las familias de trabajadores de la fábrica textil "Grafa", ubicada donde hoy se encuentra el hipermercado Walmart ubicado en Av. de los Constituyentes y Gral Paz. Posee la Estación Gral. J. M. Pueyrredón del tren de la línea Mitre, ramal Retiro - J. L. Suárez.
En estas tierras se encontraba la estación Kilómetro 14 del Ferrocarril Central Argentino, la que en 1907 recibió la denominación de Pueyrredón, en homenaje al brigadier general Juan Martín de Pueyrredón. Como en otros barrios de la ciudad fue el ferrocarril el encargado de bautizar al lugar, el cual comenzaría a ser identificado como la villa de tal nombre en los años veinte del siglo.

## Historia
Al igual que en el caso de Villa Devoto, estas tierras que eran de propiedad de don Manuel Santiago Altuve, y dependientes del partido de San Martín. Se incorporaron a los límites de Buenos Aires cuando en febrero de 1888 se aprobó el nuevo plano de la ciudad confeccionado por los ingenieros Blott y Silveyra. 
En sus primeras décadas de vida Villa Pueyrredón fue vecino de otro barrio -hoy no incluido en la nomenclatura oficial- Villa Talar, que ocupaba el perímetro de Avenida San Martín, Avenida Francisco Beiró (antes Tres Cruces), Avenida Constituyentes y Avenida General Mosconi (por el general Enrique Mosconi) (antes llamada Avenida América). Con la actual ley de barrios, Villa Talar ha sido cortada en dos y Villa Pueyrredón ocupa una porción de aproximadamente el 50% norte de Villa Talar, o sea de las avenida Salvador María del Carril, hacia el norte. El resto de Villa Talar ha sido atribuido al barrio de Agronomía.
La población originaria del barrio fue constituida por diferentes familias europeas, principalmente italianas, españolas y de origen germano, en el período de la gran inmigración que presenció Argentina a principios del siglo XX. Los inmigrantes habían venido a trabajar en el "gran proyecto ferroviario", el más importante de Sudamérica,[cita requerida] y de esa forma también le dieron a las construcciones del barrio una fisonomía muy particular.
En 1931, durante el gobierno comunal de don José Guerrico se inauguró la plaza Leandro N. Alem.

## Límites
Los límites del barrio son la Avda. Gral. Paz; Campana; Salvador María del Carril y Avda. de los Constituyentes; y los barrios Villa Urquiza, Agronomía y Villa Devoto. Cruzando la General Paz, en la Provincia, se encuentra el Partido de Gral. San Martín.

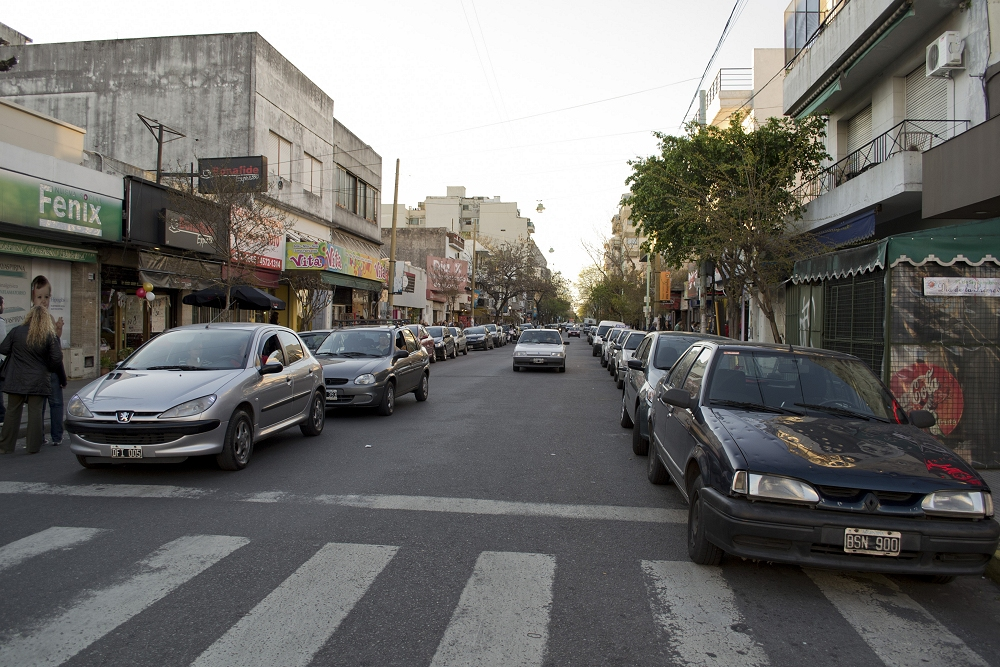
Avenida Artigas vista desde el cruce con la Avenida Mosconi, el corazón del barrio de Villa Pueyrredón.

Entre las calles principales (sin contar los límites) se encuentran las avenidas Mosconi, Artigas, Nazca y Albarellos. Mosconi es la avenida principal del barrio, Artigas un centro comercial (con locales de ropa, farmacias, videoclubs, librería, etc) y Albarellos, una avenida ancha con salida a Avenida General Paz, donde se encuentra el club 17 de agosto.

## Espacios verdes
Este barrio tiene varios espacios verdes, siendo la plaza Leandro N. Alem la más antigua, ya que fue inaugurada el 25 de mayo de 1921. Se encuentra entre las calles Larsen, Gral. J. de Artigas, Zamudio y Cochrane. Enfrente a esta plaza se encuentra el Instituto Educacional Argentino «Nuestra Señora de Luján», siendo de gran importancia para la educación de gran parte de las familias del barrio.

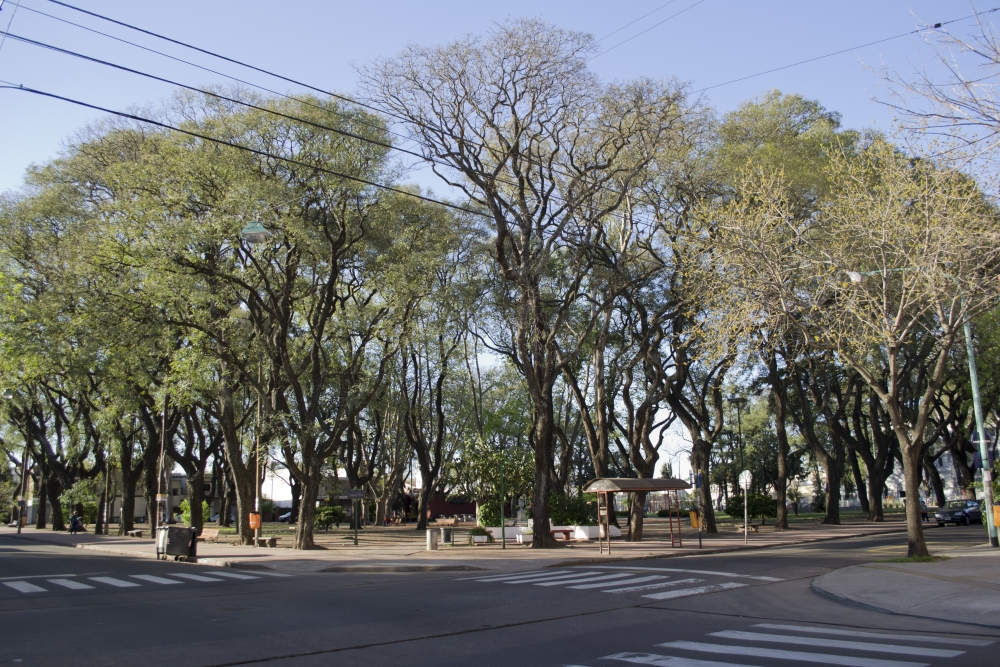
Plaza Leandro N. Alem, la más antigua del barrio

Una curiosidad del barrio, lo constituye una diminuta manzana triangular, formada por el cruce de las calles Helguera; Av. del Fomentista y Escobar. Es la fracción más pequeña del catastro de la ciudad de Buenos Aires, tiene una sola casa habitación, y se la conoce como La Manzanita.

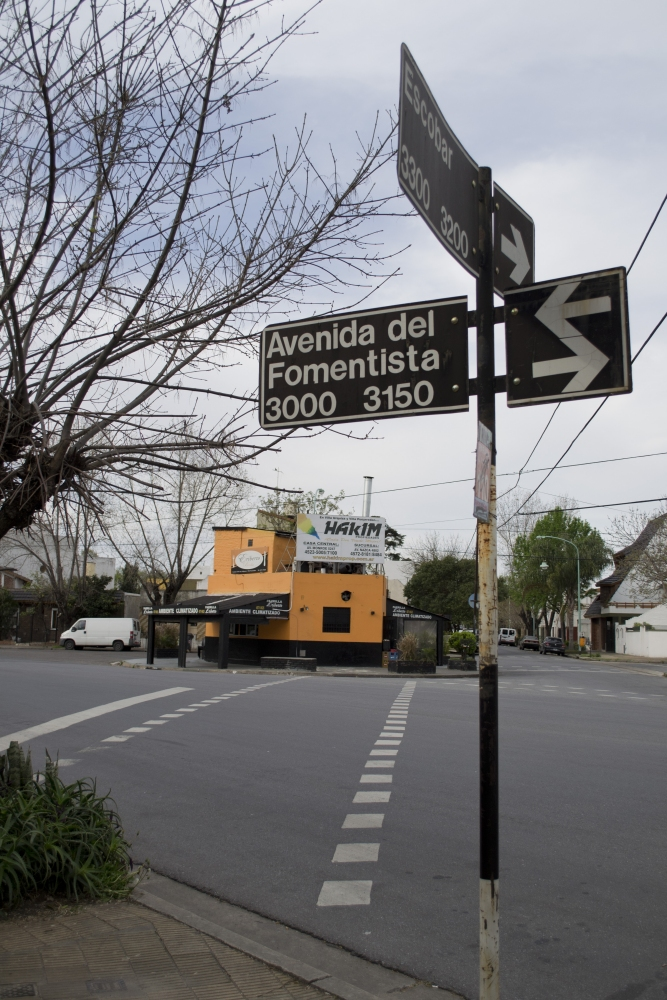
Cruce de las calles Helguera, Avenida del Fomentista y Escobar. Allí se encuentra la manzana más pequeña de Buenos Aires.

El espacio público formado por la plaza Nunca Más y la plaza Gianatonio (ex Eduardo Lonardi), tiene un trazado muy irregular, alcanzando una superficie de 11 500 metros cuadrados. Se encuentra entre las avenidas y calles Obispo San Alberto; Bolivia; Ladines; José L. Cabezón; Gral. José G. de Artigas y las vías de Ferrocarril Gral. Mitre.
Posee una importante fuente decorativa, con formato de pirámide escalonada, con interesante juego de luces.
Esta plaza fue rebautizada "Plaza Nunca Más" en homenaje a los detenidos desaparecidos que tuvo el barrio en la dictadura militar de 1976 a 1983. En el medio de la plaza se puede ver una placa que recuerda sus nombres. 
Por proyectos cruzados en la Legislatura Porteña, en el 2010 esta plaza recibió el nombre "Plaza de los Niños, Dr. Carlos A. Gianatonio", por esta causa este espacio ahora recibe este último nombre desde Bolivia hacia Artigas, mientras que el resto del espacio público que permanece abierto mantiene el nombre con señaléticas con la siguiente leyenda: "Plaza Nunca Más". Homenaje a la labor de la CONADEP. Memoria - Verdad – Justicia.
Otra plaza llamada "Martín Rodríguez", inaugurada en 1948, está ubicada entre las calles Pareja, Habana, Helguera y Argerich, y tiene una superficie de 13.200 metros cuadrados.

## Establecimientos religiosos

### Parroquias
- Cristo Rey, Zamudio 5551
- Corazón de Jesús, Av. Gral. Paz 5370
- Purísimo Corazón de María, Carlos Antonio López 2781

## Educación
Colegios públicos 
- Escuela N.° 13 D.E. 16 Hilarión M. Moreno
- Escuela Integral Interdisciplinaria N.° 16 D.E. 16 Gral. Mosconi
- Escuela N.° 17 D.E. 16 Gregoria Matorras y Ser de S. Martín
- Escuela N.° 19 D.E. 16 Dr. Teodoro Sánchez Bustamante
- Escuela N.° 22 D.E. 16 República de Nicaragua
- Escuela N.° 23 D.E. 16 Belisario Roldán
- Ejército Argentino N.° 24 D.E. 16 Ejército Argentino
- Escuela Educación Media N.° 1 D.E. 16 Rodolfo Walsh
- Escuela Educación Media N.° 2 D.E. 16 Agustín Tosco
- Escuela de Educación Especial y Formación Laboral N.° 21 D.E. 16

Colegios privados
- Escuela Mi Jardín
- Jardín Platerillo
- Instituto Nuestra Señora de Luján
- Aula Nueva Day School
- Instituto Damasa Zelaya de Saavedra
- Instituto politécnico modelo
- Instituto Warrington
- Instituto Nuestra Señora del Huerto
- Colegio Raíces
- Instituto Nuestra Señora de la Unidad (denominado INSU) es el excolegio "Santa Magdalena"  y es considerado una de las grandes instituciones de la zona

## Escultismo
El Grupo Scout Nro 337 Juan Martín De Pueyrredón (perteneciente a Scouts de Argentina), es el único en el barrio funcionando en la actualidad. Está ubicado en Ezeiza s/n y Argerich (https://goo.gl/maps/ANUzC24j3R52). Fue creado el 1 de agosto de 1981 y desde esa fecha funciona en el mismo lugar.
Desde 1975 hasta 1980 funcionó en el predio de la estación Villa Pueyrredón del ferrocarril línea Mitre, el Grupo Scout Cnel. My. Álvarez Thomas.

## Deporte
El Club Cultural y Deportivo 17 de Agosto  está ubicado en la calle
Albarellos 2935 y su fundación data del año 1949. Es el club más importante del barrio y actualmente participa en la Primera División del Campeonato de Futsal AFA, es decir la máxima categoría a nivel nacional del fútbol de salón.
Asociación Vecinal Pueyrredon (AVP) situado en la calle Bazurco 2922 entre las calles Argerich, Curupayti (la manzana tiene la particularidad de estar constituida por 5 calles: Bazurco, Argerich, Franco, Nazca y Curupayti). El club se fundó tras la fusión de dos instituciones barriales -el Club Progresista y la Asociación de Vecinos de Fomento de Pueyrredon- el 17 de mayo de 1926. A la actualidad (2020) sigue funcionando y es el más importante del barrio junto al
17 de agosto.
La fundación del Club Social Pueyrredón data del 1º de junio de 1927, y se realizó en la calle José León Cabezón 2389 y luego se trasladaron a Condarco 5540. Hoy ya no existe. (2020)
El Club Social, Cultural y Deportivo Gloria se fundó el 16 de septiembre de 1936. Primero estuvo ubicado en la calle Gabriela Mistral 2464 y luego se mudaron a Caracas 4970, donde funciona actualmente como canchas de tenis.
El Urquiza Tennis Club fue fundado por empleados del ferrocarril en el año 1907 ubicado en la calle Caracas 4935 y hasta la actualidad esta en funcionamiento (2020)
El Club Centenario Argentino fue fundado en el año 1920. Su particularidad era que tanto su secretaría como su campo de juego se habían instalado en terrenos que pertenecían al ferrocarril en Bolivia y San Alberto. Corría el año 1929 cuando fueron ampliados los galpones del ferrocarril y por tal motivo el club desapareció a pesar de los infructuosos esfuerzos que se hicieron para salvarlo.
Promovido por la colectividad sirio-libanesa, se inauguró en 1937, un pequeño hospital que se llamó Sirio-Libanés. En 1950 se resolvió una importante ampliación, en virtud de estar sobrepasada su capacidad de atención y de que el barrio no cuenta con ningún hospital público municipal.
Además, una significativa cantidad de hinchas de los clubes de fútbol Argentinos Juniors, Chacarita Juniors y Comunicaciones (además de hinchas de los cinco grandes) habita en el barrio de Villa Pueyrredón.

## Vecinos notables
- Félix Coluccio (1911-2005), escritor.
- Horacio González (1944-2021), sociólogo, escritor, ex director de la Biblioteca Nacional.
- Enrique Liporace, actor.
- Gabriel Corrado, actor.
- Nacho Arana, comediante.
- María Aurelia Bisutti, actriz.
- Lidia Balkenende (1923-), poeta, cuentista, novelista y crítica literaria.
- Mario Marzán, músico.
- Roberto Rufino (1922-1999), cantor de tango de Carlos Di Sarli y de Aníbal Troilo.
- Roberto De Vicenzo (1923-2017), golfista.
- Federico Vairo (1930-2010), futbolista.
- Enrique Alejandro Mancini (1930-2008), locutor de radio y televisión.
- Teresa Blasco (1931-2006), actriz.
- Juan Carlos Copes (1931-), bailarín de tango.
- Carlos Veglio (1946-), futbolista.
- Jorge Guinzburg (1949-2008), humorista, periodista, productor teatral y conductor de televisión y radio argentino.
- Miguel Mateos (1954-), músico de rock.
- Alejandro Sabella (1954-2020), futbolista, director técnico subcampeón del mundo con Argentina.
- Guillermo Mordillo (1932-2019), dibujante e ilustrador.
- Jo Murúa (1990-), artista.
- Oscar A. Zamudio (2001-), artista.
- Luis Rubio (1965-), humorista y actor.
- Víctor Avendaño, boxeador.
- Fabián Belmonte(1967-), bailarín de tango y bandoneonista.
- Roxana Callegari(1969-), bailarina de tango.
- Gloria Díaz, cantora de tango.
- Eduardo Gelaz, cantor de tango.
- Juan Braceli, cocinero, conductor de televisión.
- Juan Domingo Baldini, militar.

## Colectivos
- 21: pasa por Au. General Paz.
- 28: pasa por Au. General Paz.
- 87: pasa por Av Mosconi, Gabriela Mistral, Artigas, Terrada.
- 90: pasa por Cabezón, Ladines.
- 107: pasa por Av Mosconi, Griveo.
- 108: pasa por Av Salvador M. Del Carril.
- 110: pasa por Nazca, Artigas, Av Albarellos.
- 111: pasa por Av de los Constituyentes.
- 114: pasa por Av Mosconi, Carlos Antonio López.
- 117: pasa por Au. General Paz.
- 123: pasa por Av Salvador M. Del Carril.
- 127: pasa por José León Cabezón, Gral. José Gervasio Artigas, Manuel Álvarez Pardo, Av de los Constituyentes.
- 140: pasa por Av. de los Constituyentes.
- 169: pasa por Av Albarellos.
- 176: pasa por Av Salvador M. Del Carril.